# Janez Strnad
Janez Strnad [jánez strnád], slovenski fizik, strokovni publicist, zgodovinar in popularizator naravoslovja, * 4. marec 1934, Ljubljana, † 28. november 2015, Ljubljana.

## Življenje in delo
Strnad je od leta 1961 poučeval uvodna poglavja iz fizike na Univerzi v Ljubljani, na Fakulteti za naravoslovje in tehnologijo (FNT), sedaj Fakulteta za matematiko in fiziko v Ljubljani (FMF) na Oddelku za fiziko.
Po osnovni šoli in nižji gimnaziji v Slovenj Gradcu ter višji gimnaziji v Mariboru je študiral v Ljubljani, kjer je diplomiral leta 1957 iz tehniške fizike. Študiral je tudi na Inštitutu za teoretično fiziko Univeze v Heidelbergu. Doktoriral je leta 1963.
Glavno raziskovalno delo je opravil na Inštitutu Jožef Stefan. Leta 1969 je postal izredni in leta 1974 redni profesor na FNT (oz. FMF) Univerze v Ljubljani. Leta 1990 je napisal svojo znamenito knjigo o fiziki osnovnih delcev z naslovom Iz take so snovi kot sanje. S svojimi kratkimi in dolgimi članki je poglobil znanje o Stefanovem raziskovalnem delu in življenju. Njegova debela knjižica v knjižni zbirki Sigma z naslovom Kvantna fizika, (DZS, Ljubljana 1974) vsebuje skoraj 'popolno' definicijo in uvod k razumevanju Heisenbergovega načela nedoločenosti za začetnike.
Vsakdo, ki ga je poznal, bi lahko opisal njegovo pronikavo nrav in točen način izražanja z njegovimi lastnimi preprostimi besedami, kar je pred časom menil Lev Davidovič Landau:
 »Podobne misli lahko najdemo pri drugih kozmologih,
ki so na glasu, da se velikokrat motijo, vendar nikoli ne dvomijo«
Janez Strnad iz recenzije prevoda Hawkingove knjige Kratka zgodovina časa (Obzornik mat, fiz. 39 (1994) 6, pp 191 - 192)  (prevajalka Mirjam Galičič).
Navdušeni uporabnik Linuxa je o profesorju Strnadu zapisal:
 »Ni ravno ideja, kakršno sem pričakoval. Heh, kot bi
šel »s topom streljat na vrabce.« (c) prof. dr. Janez Strnad «
Strnadovo delo vsebuje tudi področja iz fizike, ki niso na prvi pogled povezana z njo, na primer kot v njegovem članku Znanost in politika v vinjetah.
Objavljal je izjemno poglobljene znanstvene in poljudnoznanstvene članke o fiziki in astronomiji v publikacijah, kot so: Obzornik za matematiko in fiziko, Delova priloga Znanost, Proteus, Spika, Fizika v šoli, Presek in v drugih publikacijah in medijih. V prilogi Znanost je bil najplodnejši zunanji sodelavec in je zanjo napisal točno 185 člankov. V Proteusu je že v gimnaziji na lastno pobudo začel odgovarjati na vprašanja bralcev, kar je nadaljeval tudi med študijem fizike.
»Naravoslovje zna poučevati, ne more pa spreobračati.«
Poleg dela na področju poljudnoznanstvenega pisanja in pisanja univerzitetnih učbenikov je raziskoval in objavljal v revijah, kot sta Science in Nature. Med letoma 1974–90, razen 1983–85, je bil odgovorni urednik Obzornika za matematiko in fiziko. Ukvarjal se je z difuzijo nevtronov, posebno teorijo relativnosti in jedrsko fiziko. Bil je zaposlen na Odseku za teoretično fiziko (F1) Instituta Jožef Stefan (IJS).
»Richarda Feynmana je vznejevoljil prijatelj astronom, ki se je hvalil z uporabnostjo svojih
raziskovanj o vesolju. Po njegovem mnenju to ni bilo pošteno. Raziskovalec naj pojasni laikom,
kaj dela, in če ga v takih okoliščinah nočejo podpirati, je to njihova stvar«.
V 7. delu Fizikov je v predgovoru na strani 8 posebej omenil Wikipedijo in MacTutorjevo zgodovino matematike.

## Nagrade in priznanja
Za svojo knjigo Iz take so snovi kot sanje je leta 1988 prejel Levstikovo nagrado.
Častni član Društva matematikov, fizikov in astronomov Slovenije (2001)
Zaslužni profesor Univerze v Ljubljani (2001)
Predsednik Republike Slovenije Janez Drnovšek ga je 25. oktobra 2005 odlikoval z zlatim redom za zasluge za življenjsko delo v naravoslovju, še posebej za prispevek k širjenju znanstvene kulture in razumevanja znanosti.
Častni član Prirodoslovnega društva Slovenije (2009)

## Izbrana dela

### Univerzitetni učbeniki
1. Atlas klasične in moderne fizike, (prevod in priredba priročnika Hansa Breuerja, dtv-Atlas zur Physik, (Deutscher Taschenbuch verlag, München 1987, 1988)), DZS, Ljubljana 1993, 400 str., (COBISS).
2. Fizika, 1. del, Mehanika, Toplota, (DZS, Ljubljana 1977, str. 1 – 284; 2. izdaja 2016)
3. Fizika, 2. del, Elektrika, Optika, (DZS, Ljubljana 1978, pp 285 – 564) (COBISS).
4. Fizika, 3. del, Posebna teorija relativnosti, Atomi, (DZS, Ljubljana 1980, pp 320).
5. Fizika, 4. del, Molekule, kristali, jedra, delci, (DZS, Ljubljana 1982, 283 str.).
6. Janez Strnad, Mladen Gros, Marjan Hribar, Alojz Kodre, Naloge iz fizike, (DMFA SRS, Ljubljana 1981, 108 str.).

### Izbrana poglavja iz fizike in podiplomski seminarji
1. Fazna, skupinska, signalna hitrost, (DMFA SRS, Ljubljana 1975, 31 str.).
2. Poskusi v posebni in splošni teoriji relativnosti, (DMFA SRS, Ljubljana 1977, 44 str.).
3. Na pot v kvantno elektrodinamiko, (DMFA SRS, Ljubljana 1986, 176 str.).
4. Na pot k Schwarzschildu, (DMFA S, Ljubljana 1991, 52 str.).
5. Homogeno gravitacijsko polje: med posebno in splošno teorijo relativnosti, (DMFA S, Ljubljana 1994, 44 str.).
6. Začetki kvantne statistične mehanike, (DMFA S, Ljubljana 1997, 31 str.).
7. Odkritje razcepa, (DMFA S, Ljubljana 2000, 39 str.).

### Knjige
1. Jožef Stefan, Ob stopetdesetletnici rojstva, (DMFA SRS, Ljubljana 1985).
2. Prapok Prasnov požene v dir, (DZS, Ljubljana 1988, 81 str.).
3. Zgodbe iz fizike, (Slovenska matica, Ljubljana 1990, 379 str.).
4. Fiziki 1, (Mihelač in Nešović, Ljubljana 1995, 159 str.).
5. Janez Strnad, Wilfried Kuhn, Quantenfeldtheorie: Photonen und ihre Deutung, (Friedr. Vieweg, Braunschweig 1995, 242 str.) (COBISS)
6. Razvoj fizike, (DZS Ljubljana 1996, 400 str.).
7. Fiziki 2, (Modrijan, Ljubljana 1999, 199 str.).
8. Fiziki 3, (Modrijan, Ljubljana 2000, 227 str.).
9. Svet merjenj: o razvoju fizike in merjenju osnovnih fizikalnih količin, (DZS, Ljubljana 2001, 139 str.).
10. Sto let fizike: od 1900 do 2000, (DMFA S, Ljubljana 2001, 233 str.).
11. Fiziki 4, (Modrijan, Ljubljana 2004, 190 str.).
12. Fiziki 5, (Modrijan, Ljubljana 2005, 192 str.).
13. Einstein. Zakaj me nihče ne razume in me imajo vsi radi?, (Modrijan, Ljubljana 2005, 138 str.).
14. Einstein. E = mc [na] 2, (Modrijan, Ljubljana 2005,  164 str.).
15. Fiziki 6, (Modrijan, Ljubljana 2008, 208 str.).
16. Mala zgodovina vesolja, (DMFA S, Ljubljana 2008, 265 str.).
17. Fiziki 7, (Modrijan, Ljubljana 2010, 263 str.) (COBISS)
18. Mala zgodovina Dopplerjevega pojava (DMFA S, Ljubljana, 2016)

### Strokovni članki
1. Sto let Stefanovega zakona, (Obzornik mat, fiz. 26 (1979) 3).
2. Janez Strnad, A. Vengar, Stefanova meritev toplotne prevodnosti zraka, (European Journal of Physics, 1984).
3. Kako je Jožef Stefan odkril zakon o sevanju, (Zbornik za zgodovino naravoslovja in tehnike 8, Ljubljana 1985).
4. Stefanov tok, (Obzornik mat, fiz. 32 (1985).
5. Stefanova naloga, (Obzornik mat, fiz. 34 (1987).
6. Stefanove elektodinamične enačbe, (European Journal of Physics, 1989).
7. Ernst Mach kot fizik, (Zbornik za zgodovino naravoslovja in tehnike 10, Ljubljana 1989).
8. Dvigajoči se mehurčki, (Obzornik mat, fiz. 39 (1992) 4, str. 85 – 89).
9. Oslabitev Brownovega gibanja, (Obzornik mat, fiz. 39 (1992) 2, str. 49 – 54).
10. Opazovanje in teorija, (Obzornik mat, fiz. 39 (1992) 5, str. 141 – 150).
11. J. Stefana 'Longitudinalna nihanja palic' , (Obzornik mat, fiz. 40 (1993) 1, str. 17 – 19).
12. Ali mora znati, kdor uči?, (Obzornik mat, fiz. 40 (1993) 1, str. 23 – 31).
13. Superprevodnost, (Obzornik mat, fiz. 40 (1993) 4, str. 110 – 120).
14. Nenavadni interferenčni poskusi I. Interferenčni poskus s sevanjema v nasprotnih smereh, (Obzornik mat, fiz. 40 (1993) 5, str. 135 – 136).
15. Supertekočnost, (Obzornik mat, fiz. 40 (1993) 6, str. 183 – 191).
16. Fizika iz Karlsruheja: O novostih v poučevanju fizike, (Obzornik mat, fiz. 41 (1994) 4, str. 122 – 128).
17. Nenavadni interferenčni poskusi I. Youngov poskus z ionoma, (Obzornik mat, fiz. 41 (1994) 5, str. 119 – 153).
18. Nenavadni interferenčni poskusi, Interferenčni poskus z laserjema, (Obzornik mat, fiz. 41 (1994) 6, str. 187 – 190)  (PACS 42.50.-p.)
19. Premo centralno gibanje J. Vege, (Obzornik mat, fiz. 47 (2000) 1, str. 20 – 26).  (PACS 01.65.+g, 45.40Gj)
20. Nenavadni interferenčni poskusi, Interferenčni poskus z molekulami C60, (Obzornik mat, fiz. 47 (2000) 2, str. 53 – 56)  (PACS 33.80.-b.)
21. Precesija enakonočij, (Obzornik mat, fiz. 47 (2000) 4, str. 120 – 125).  (PACS 01.65.+g)
22. Osnovne fizikalne konstante 1998, (Obzornik mat, fiz. 47 (2000) 5, str. 177 – 179).  (PACS 06.20.Jr)
23. Rubinowicz v Ljubljani, (Obzornik mat, fiz. 47 (2000) 6, str. 144 – 146).  (PACS 01.60.+g)
24. O gravitacijski konstanti, (Obzornik mat, fiz. 48 (2001) 1, pp 19 – 25).  (PACS 04.80.-y)
25. Med dvema ognjema?, (Obzornik mat, fiz. 48 (2001) 1, str. 92 – 94).  (PACS 06.20.Fn)
26. Sevalni tlak in P. N. Lebedev, (Obzornik mat, fiz. 48 (2001) 1, str. 148 – 153).  (PACS 01.65.+g, 45.40Gj)
27. Prožni trk kot model vesolja, (Obzornik mat, fiz. 49 (2002) 1, str. 21 – 27).  (PACS 98.80.-k)
28. Stefanova sila, (Obzornik mat, fiz. 49 (2002) 2, pp 58 – 61).  (PACS 01.65.+g, 47.15.-x)
29. Interferenca elektronov na svetlobi, (Obzornik mat, fiz. 49 (2002) 5, str. 148 – 150).  (PACS 33.80.-b)
30. Vega o obliki Zemlje, (Obzornik mat, fiz. 50 (2003) 1, str. 27 - III).  (PACS 01.65.+g, 45.40Gj)
31. O elektronih v atomu, (Obzornik mat, fiz. 50 (2003) 3, str. 82 – 85).  (PACS 01.40.Ej)
32. Kako sem pisal učbenik za fiziko, (Obzornik mat, fiz. 50 (2003) 5, str. 157 – 160).  (PACS 01.40.Gm)
33. Bose-Einsteinova kondenzacija cezija, (Obzornik mat, fiz. 50 (2003) 6, str. 184 – 191).  (PACS 03.75.Fi)

### Poljudnoznanstveni članki
1. Jožef Stefan, Ob stopetdesetletnici, (Presek (1985) 5).
2. Stogodišnjica Stefanovega zakona, (Dijalektika, Beograd 1979 3-4).
3. Svetlobni mlinček, (Presek 24 (1996/1997) 130).
4. Natančnejši podatki o vesolju, (Delo, Znanost/Scientia, 7. april 2003 3 str.)
5. Einsteinov korak v vesolje, (Spika, 13 (2005) 12, str. 521–523, 550)
6. Ole Rømer, (Spika, 13 (2005) 12, str. 546–549)
7. Nobelova nagrada za fiziko za leto 2008[mrtva povezava], (Proteus, 71 (2008) 4, str. 167–172)
8. Vedno je nekdo drug naredil to že prej, (Delo, Znanost, 11. marec 2015)
9. Pogled na vidno svetlobo se je spreminjal, (Delo, Znanost, 31. marec 2015)
10. Alhazen, prvi naravoslovec, (Delo, Znanost, 12. april 2015)
11. Pojasnjena skrivnost potujočih kamnov, (Delo, Znanost, 21. september 2015)

### Kolokviji
1. Bose-Einsteinova kondenzacija alkalijskih atomov, (FMF, IJS, Ljubljana 5. november 2001).
2. Nobelova nagrada za fiziko 2000, (FMF, IJS, Ljubljana 6. november 2000).
3. Janez Strnad, Alojz Kodre, Profesor Kuščer - In memoriam, (FMF, IJS, Ljubljana 2. februar 2000).